# Vol 447 d'Air France
El vol 447 d'Air France és un vol regular servit per la companyia Air France amb un Airbus A330-200. El vol del 31 de maig de 2009 s'efectuà amb l'avió registrat com a F-GZCP, que entrà en servei el 25 de febrer de 2005 i desaparegué l'1 de juny de 2009. Aquest vol, que sortí de l'Aeroport Internacional Antônio Carlos Jobim de Rio de Janeiro, transportava 228 persones, de les quals 216 eren passatgers (incloent-hi vuit infants i un nadó) i 12 membres de la tripulació vers l'aeroport Charles de Gaulle de París.
Es tracta de la catàstrofe aèria més gran patida per una companyia aèria francesa. El President de França, Nicolas Sarkozy, declarà: «És una catàstrofe com mai no n'havia conegut la companyia Air France».
Alguns dels cossos dels passatgers i restes de l'aeronau, es van trobar al cap d'uns dies; però la part grossa del fuselatge de l'avió i les caixes negres no es van trobar fins dos anys més tard, l'any 2011. L'accident segueix sent el més mortífer que implica l'A330.

## Cronologia
L'avió s'enlairà de l'Aeroport Internacional Antônio Carlos Jobim de Rio de Janeiro vers les 19h30, hora local. L'aterratge estava previst vers les 9h15 UTC a París.

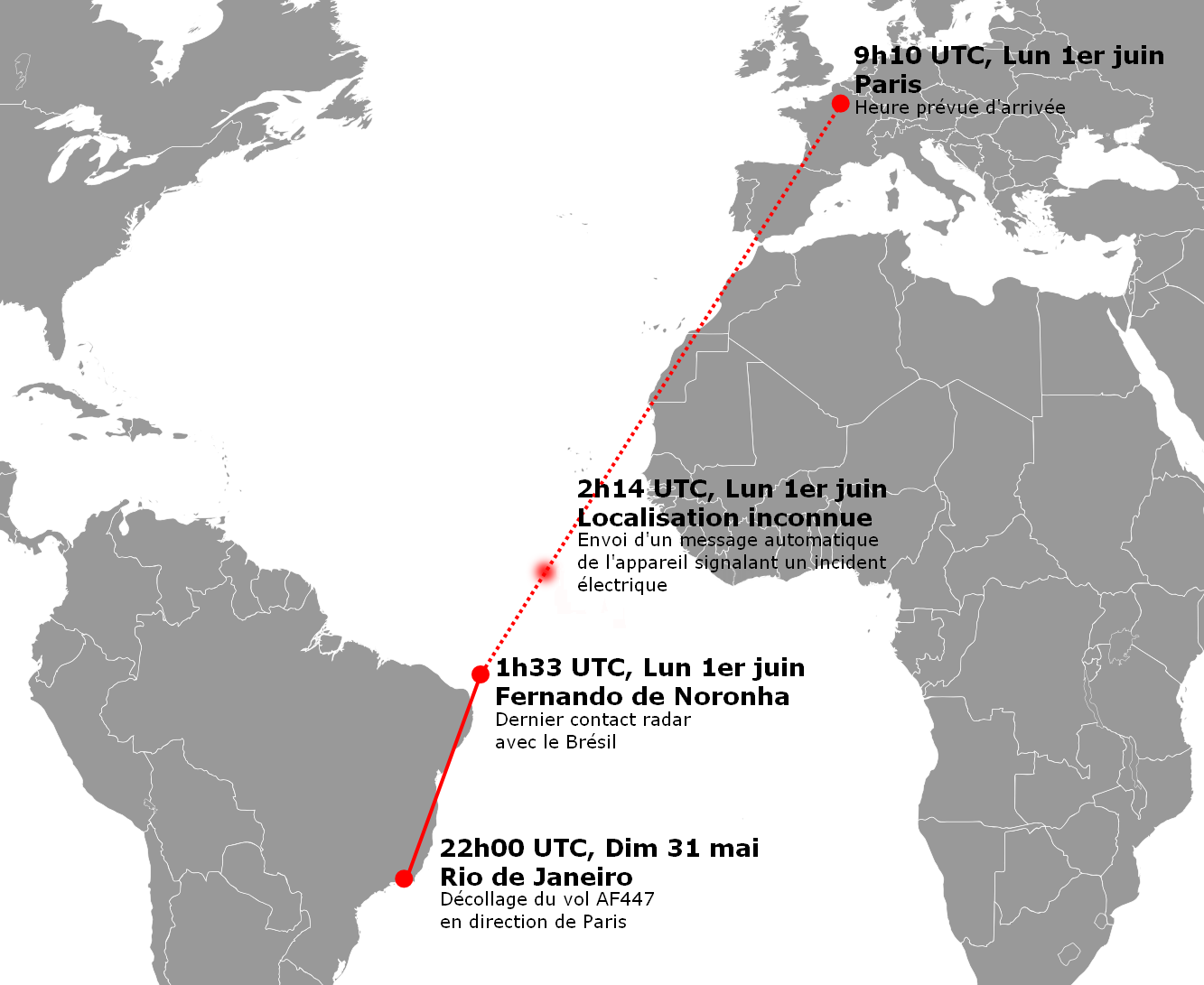
El pla de vol del vol 447 d'Air France.

Les autoritats aèries no tingueren cap notícia més de l'avió després de les 1:33h UTC (3:33h a París), l'hora a la qual el vol establí per última vegada contacte amb el centre de control de la zona atlàntica, quan es trobava a 565 km de les costes brasileres. L'avió travessà una zona tempestuosa amb fortes turbulències a les 2h UTC, és a dir, les 4h a París. Segons Air France, l'avió transmeté missatges automàtics d'avaria a les 2h14 UTC, suggerint un incident elèctric en el moment que l'avió sobrevolava una zona de turbulències tempestuoses.
L'últim contacte per ràdio anuncià l'entrada dins l'espai aeri senegalès a les 2:20h UTC (4:20h a París). Els controladors brasilers no reberen cap missatge de confirmació. La desaparició de l'avió es produí després de la seva sortida de la zona de cobertura dels radars brasilers (l'abast dels radars està limitat a 500 km) i uns minuts abans de la seva entrada a l'espai aeri del Senegal per sobre la zona de convergència intertropical. El coronel brasiler Henry Munhoz declarà a la televisió brasilera que l'avió no havia estat detectat pels radars del Cap Verd, que es troben al trajecte que hauria hagut de seguir l'avió.
Durant moltes hores, la pantalla de vols del terminal de l'aeroport Charles de Gaulle mostrà el vol AF 447 com "en retard", però una estona més tard, els familiars i amics dels passatgers foren convocats per tal d'explicar-los la situació.
Unes hores després de la desaparició de l'avió, les caixes negres encara no havien estat trobades. Vers les 20h (hora de París), una font de l'aeroport anuncià que ja no quedava cap esperança de trobar supervivents.

### Dispositiu de crisi
Es muntà un centre de comandament de crisi a l'aeroport Charles de Gaulle i un altre a la seu de la Direction générale de l'Aviation civile. Les autoritats brasileres també crearen una cèl·lula de crisi a l'aeroport de Rio Janeiro.
El President de la República Francesa, Nicolas Sarkozy, demanà a les autoritats aèries "fer tot el possible per trobar la pista de l'avió". Es despatxaren forces militars brasileres i franceses a la zona de la desaparició per intentar trobar l'avió. Un avió militar, un Breguet Atlantic, s'enlairà de Dakar vers el migdia per participar en la recerca, intentar trobar l'avió i així recuperar eventuals restes de l'avió.

## Resultats de la caixa negra
Després de trobades les caixes negres, l'any 2011, dos anys després de l'accident, el 27 de maig de 2011, el BEA va publicar una actualització sobre la seva investigació que descriu la història del vol gravada per l'enregistrador de dades de vol. Això va confirmar el que s'havia conclòs prèviament a partir de l'examen postmortem dels cossos i residus recuperats de la superfície de l'oceà: l'avió no s'havia trencat a gran altitud, sinó que havia caigut a l'oceà intacte.
Els registradors de vol també van revelar que la baixada de l'avió cap al mar no es va deure a una fallada mecànica o que l'avió hagués estat superat per la meteorologia, sinó perquè la tripulació de vol havia aixecat el nas de l'avió, reduint la seva velocitat fins a entrar en pèrdua.
Mentre que les dades incongruents de la velocitat de l'aire, provenint dels sensors pitot, van provocar la retirada del pilot automàtic, el motiu pel qual els pilots van perdre el control de l'avió segueix sent un misteri, en particular perquè els pilots normalment intentarien baixar el nas en aquesta situació. Diversos sensors proporcionen la informació sobre el pitch (actitud) i no hi ha cap indicació que cap d'ells tingués un funcionament defectuós.
A l'octubre de 2011, es va filtrar i publicar una transcripció de la gravadora de veu en el llibre "Erreurs de Pilotage" ("Errors pilots") de Jean Pierre Otelli. La companyia BEA i Air France van condemnar la publicació d'aquesta informació, amb Air France dient que era una "informació sensacionalitzada i no verificable" que "comprometia la memòria de la tripulació i dels passatgers que van perdre la vida". El BEA publicaria posteriorment el seu informe final sobre l'accident, i l'apèndix 1 contenia una transcripció oficial de gravadora de veu de cabina, que no incloïa els grups de paraules que no tenien cap relació amb el vol.

## Passatgers
Hi havia 228 persones a bord de l'avió, incloent-hi tres pilots i nou altres tripulants. Els passatgers eren un nadó, set infants, 82 dones i 126 homes.
Segons una llista oficial feta pública per Air France, la majoria dels passatgers eren ciutadans brasilers i francesos. Entre els passatgers estava la famosa arpista turca Ceren Necipoğlu i el membre de la Casa Imperial brasilera, Pere Lluís del Brasil.
| Nacionalitat | Passatgers | Tripulants | Total |
| --- | ---------- | ---------- | ----- |
| França | 61         | 11         | 72    |
| Brasil | 58         | 1          | 59    |
| Alemanya | 28         | —          | 28    |
| Itàlia, R.P. de la Xina | 9 de cada  | —          | 18    |
| Suïssa | 6          | —          | 6     |
| Líban, Regne Unit | 5 de cada  | —          | 10    |
| Hongria | 4          | —          | 4     |
| Irlanda, Noruega, Eslovàquia | 3 de cada  | —          | 9     |
| Marroc, Polònia, Espanya, Estats Units | 2 de cada  | —          | 8     |
| Argentina, Àustria, Bèlgica, Canadà, · Croàcia, Dinamarca, Estònia, Gàmbia, · Islàndia, Països Baixos, Filipines, Romania, · Rússia, Sud-àfrica, Suècia, Turquia | 1 de cada  | —          | 16    |
| Total | 216        | 12         | 228   |